# Dukana
Le Dukana (ou Mega Basalt Field) est un champ volcanique constitué de cônes pyroclastiques et situé à la frontière entre l'Éthiopie et le Kenya.